# Râul Mare, Strei
Râul Mare este un curs de apă, afluent al râului Strei. Se forma la confluența dintre brațele Râul Șes și Lăpușnicul Mare, în prezent se formează în lacul de acumulare Gura Apelor. 
Lacul de acumulare Gura Apelor este realizat pe Râul Mare. 

## Generalități hidrografice
Râul Mare are 11 afluenți de stânga, Râul Șes, Murariu, Netiș, Bodu, Valea Mare, Bonciu, Șipotu, Pădeșel, Valea Jurii, Curpen, Galbena, și 12 afluenți de dreapta, Lăpușnicul Mare, Văgăuna Neagră, Rădeșul Mic, Zlata, Runcu, Râul Căldărilor, Vranița, Batanu, Valea Bozii, Râușor, Valea Dâljii, Sibișel. 

## Hărți
- Harta Munților Poiana Ruscă  Arhivat în 12 martie 2010, la Wayback Machine.
- Harta Munților Retezat  Arhivat în 10 iulie 2012, la Wayback Machine.
- Harta județului Hunedoara